# Atacama
 Ovo je glavno značenje pojma Atacama. Za druga značenja pogledajte Atacama (razdvojba).
Atacama je najsuša pustinja na svijetu smještena duž obale Čilea, u Južnoj Americi, na obali Tihog oceana. Veliki dio pustinje proteže se preko Anda i ima veliku nadmorsku visinu. Za razliku od drugih pustinja, kao što su Sahara u Africi i Mojave u Kaliforniji, Atacama je u stvari vrlo hladno mjesto s prosječnom dnevnom temperaturom između 0 °C i 25 °C. Atacama je upravo najpoznatija po tome što u nekim njezinim krajevima nije nikada pala kiša, ili koliko je poznato najmanje 400 godina. U ograničenim krajevima, vrlo rijetko kiša zna pasti nailaskom oluja poznatih kao chubascos.
Tijekom ranijih vremena, u predjelima Anda nakupljeno je dovoljno vode kako bi se stvorila jezera. Neka jezera su stvorena i topljenjem ledenjaka pri kraju ledenog doba. U nekim jezerima Anda, dosta vode je izgubljeno isparavanjem. Isparavanjem vode, povećavala se koncentracija soli i tako su nastale slane vode. 
Na većim nadmorskim visinama, kada dođe do padalina, umjesto kiše pada snijeg, koji se i zadržava u nekim predjelima gdje temperatura nije dovoljno visoka da bi se otopio.
Budući da su Ande vulkaniski aktivni planinski vijenci, magma pritišće podzemne vode na određenim mjestima uzrokujući gejzire.
Iako se čini da teško da ima života u Atacami, postoje izolirane rupe i male površine biljaka koje omogućavaju život nekih kukaca i životinja. Neke biljke su se vrlo dobro prilagodile ovom sušnom okruženju razvitkom dugog korijenja koji dosežu do vode ispod zemlje. Postoje jata flaminga koji žive u okolini slanih jezera hraneći se crvenim algama koje rastu u vodama. Čak i neki ljudi žive ovdje.
Osim gradića Calama, Atacama je poglavito vrlo pusto područje gdje je preostalo nešto Atacama Indijanaca. Tisućama godina ljudi su živjeli ovdje, do čega se došlo na osnovi kulturoloških ostataka i artefakata koje su pronašli arheolozi. Zbog sušne klime, tijela sahranjenih indijanaca su savršeno očuvana. Neke od najstarijih mumija, pronađene su u Atacami.
Visoki atmosferski tlak u ovoj regiji izaziva spuštanje suhog i hladnog zraka s vrhova na manje nadmorske visine. Ovaj suhi zrak gotovo da i nema vode u sebi, tako da se može vrlo lako zagrijati, što izaziva i zagrijavanje tla.
Uzrok oskudice kiše u Atacami je to što su tropske vlažne i tople struje zadržane na istočnoj strani Anda.